# Brachymeria testacea
Brachymeria testacea is een vliesvleugelig insect uit de familie bronswespen (Chalcididae). De wetenschappelijke naam is voor het eerst geldig gepubliceerd in 1840 door Blanchard.